# Prime colture domesticate
Le prime colture domesticate sono le otto specie di piante che sono state rese domestiche, cioè coltivabili, dalle prime comunità agricole dell'Olocene (Neolitico preceramico A e B) nella regione detta Mezzaluna fertile dell'Asia occidentale e che formarono la base dell'agricoltura nel Medio Oriente, Nord Africa, India, Persia e più tardi Europa. Esse consistono in lino, tre cereali e quattro legumi e sono le prime piante rese domestiche nel mondo euro-asiatico. Sebbene la segala compaia negli strati finali Epi-Palaeolitici a Tell Abu Hureyra (il primo caso di specie di pianta domesticata), essa non era significativa nel Periodo Neolitico dell'Asia sud-occidentale e divenne comune solo con la diffusione dell'agricoltura nell'Europa settentrionale parecchi millenni dopo.
Cereali
- Farro (Triticum dicoccum, derivato dal selvatico T. dicoccoides)
- Piccolo farro (Triticum monococcum, derivato dal selvatico T. boeoticum)
- Orzo (Hordeum vulgare/sativum, derivato dal selvatico H. spontaneum)

Legumi
- Lenticchia (Lens culinaris)
- Pisello (Pisum sativum)
- Cece (Cicer arietinum)
- Vecciola (Vicia ervilia)

Altre
- Lino (Linum usitatissimum)